# 山田真哉
山田 真哉（やまだ しんや、1976年6月16日 - ）は、日本の公認会計士・税理士・作家。兵庫県神戸市生まれ。ブシロード社外監査役・新日本プロレス監査役。行政改革推進会議歳出改革ワーキンググループ構成員。

## 人物
神戸市立摩耶小学校、神戸市立上野中学校、兵庫県立神戸高等学校、大阪大学文学部史学科卒業。大学卒業後、東進ハイスクールに就職するも数か月で退職し、1年間の猛勉強を経て公認会計士二次試験に合格。多彩な才能を発揮し『女子大生会計士の事件簿』シリーズで小説家デビューした。2005年に出版された、簿記・会計学を身近な話題から探究する『さおだけ屋はなぜ潰れないのか?』が、161万部（2009年1月現在）を超える大ヒットとなり、一躍時の人となった。
2005年8月、日本で第一号のLLP（有限責任事業組合）インブルームLLPを創立、パートナーに就任。また、2006年4月より一年間、ほぼ日刊イトイ新聞を発行する東京糸井重里事務所のCFO（最高財務責任者）も兼任。高校の同級生にフリーアナウンサーの山田泰三、アルパインクライマーの花谷泰広がいる。
年少の頃からのアニメファンとしても知られており、『月刊ニュータイプ』ではアニメ関連株の投資についての連載、『Webニュータイプ』上ではアニメの感想などを書くブログを持っていた。アニメプロデューサーとの対談番組『GENEON&キャララジオ Presents のら犬兄弟のギョーカイ時事放談！』にも度々ゲスト出演する。選挙マニアでもあり、週刊誌にて選挙の議席予想を行ったこともある。
国内書籍の優れたタイトルを選出し、表彰するイベント「日本タイトルだけ大賞」の実行委員でもある。
2010年3月、第一子が生まれたのを期に育児休業を宣言。ただし、一定の収入を保つために週2日は働くという「育児ワークバランス」を掲げ、変則的な育児休業を取っている。
現在、芸能文化税理士法人会長。TVでも芸能界専門の税理士として紹介されている。
YouTubeチャンネルは2020年7月1日にチャンネル登録者数が10万人に到達し、2024年12月25日に100万人に到達した。

## 経歴
- 2000年 - 公認会計士二次試験合格後、中央青山監査法人（現：みすず監査法人）入所。
- 2002年 - 『女子大会計士の事件簿』（英治出版）出版。
- 2003年 - 『ビジネスジャンプ』（集英社）にて連載開始。
- 2004年 - インブルームLLC設立。
- 2004年 - 『世界一やさしい会計の本です』（日本実業出版社）出版。
- 2005年 - 『さおだけ屋はなぜ潰れないのか?』（光文社新書）出版。
- 2005年 - インブルームをLLCよりLLPに改組。
- 2007年 - 『食い逃げされてもバイトは雇うな 禁じられた数字 〈上〉』（光文社新書）出版。
- 2008年 - 『「食い逃げされてもバイトは雇うな」なんて大間違い 禁じられた数字 〈下）』（光文社新書）出版。
- 2008年 - 『監査法人』（NHK）監修。『女子大生会計士の事件簿』（BS-i）原作・監修。
- 2009年10月16日 - 『新装版 世界一やさしい会計の本です』『新装版 世界一感動する会計の本です【簿記・経理入門】』（日本実業出版）出版。
- 2010年1月6日 - 『目のつけどころ』（サンマーク出版）出版。
- 2010年1月25日 - 『フラン学園会計探偵クラブReport.1』（角川文庫）出版。
- 2010年1月29日 - 『会計探偵クラブ 大人も知らない税金事件簿』（東洋経済新報社）出版。
- 2011年12月16日 - 『経営者・平清盛の失敗』（講談社）出版。
- 2012年12月 - 『問題です。2000円の弁当を3秒で「安い!」と思わせなさい』（小学館）出版。
- 2014年11月 - 『あいるさん、これは経費ですか? 東京芸能会計事務所』（角川文庫）出版。
- 2014年12月 - 『コミック版 さおだけ屋はなぜ潰れないのか?』（中経出版）出版。
- 2015年 - 『ラギッド!』（NHK）経済監修。『美女と男子』（NHK）企業財務考証。『ようこそ、わが家へ』（フジテレビ）税務監修。
- 2016年 - 『営業部長 吉良奈津子』（フジテレビ）経理監修。
- 2018年 - 『グッド・ドクター』（フジテレビ）経営監修。
- 2020年 - 『おカネの切れ目が恋のはじまり』（TBS系） - 経理監修。

## 著作
- 『これならわかる!ニュースの知識 就職試験』編 一ツ橋書店 2001
- 『これならわかる!ニュースの知識』編 一ツ橋書店 2001
- 『女子大生会計士の事件簿』全6冊　英治出版 2002-07
- 『女子大生会計士の事件簿.Dx』全6冊　2004-10 角川文庫
- 『世界一感動する会計の本です 簿記・経理入門 女子大生会計士の事件簿』日本実業出版社 2004
- 『世界一やさしい会計の本です 女子大生会計士の事件簿』日本実業出版社 2004
- 『さおだけ屋はなぜ潰れないのか? 身近な疑問からはじめる会計学』光文社新書　2005
- 『食い逃げされてもバイトは雇うな　禁じられた数字 上』光文社新書 2007
- 『女子大生会計士、はじめました 藤原萌実と謎のプレジデント』角川文庫　2007
- 『「食い逃げされてもバイトは雇うな」なんて大間違い　禁じられた数字 下』光文社新書 2008
- 『会計探偵クラブ 大人も知らない税金事件簿』東洋経済新報社 2010
- 『フラン学園会計探偵クラブ. report.1』角川文庫　2010
- 『目のつけどころ』サンマーク出版 2010
- 『経営者・平清盛の失敗 会計士が書いた歴史と経済の教科書』講談社 2011
- 『問題です。2000円の弁当を3秒で「安い!」と思わせなさい』小学館 2012　のち新書
- 『NISAにゅうもん 5分でわかるもん100万円を2倍にするもん』産経新聞出版 2013
- 『問題です。2000円の弁当を3秒で「安い!」と思わせなさい 新装開店版』小学館 2014
- 『あいるさん、これは経費ですか? 東京芸能会計事務所』角川文庫 2014
- 『コミック版 さおだけ屋はなぜ潰れないのか?』中経出版 2014
- 『結婚指輪は経費ですか? 東京芸能会計事務所』角川文庫 2015
- 『平成のビジネス書 「黄金期」の教え』中公新書ラクレ　2017

### 共編著
- 『図解山田真哉の結構使える!つまみ食い「新会社法」 2006年「会社法」施行』プロデュース・編著 緒方美樹,宮崎剛編著 青春出版社 2005
- 『非常識会計学! 世界一シンプルな会計理論』石井和人共著 中央経済社 2005
- 『山田真哉のつまみ食い「新会社法」』緒方美樹, 宮崎剛共編著 青春出版社 2006
- 『数字のツボ 決めつけ、常識破り、ざっくり なぜ牛丼用「おたま」の穴は47個なのか』共著 プレジデント社 2008
- 『会計HACKS! 楽しんで資産を増やすお金のコツと習慣』小山龍介共著 東洋経済新報社 2010
- 『わしは誰じゃ? 戦国武将の巻』山崎史人絵 シカゴパブリッシング 2012
- 『手取り10万円台の俺でも安心するマネー話を4つください。』花輪陽子共著 祥伝社 2013
- 『山田先生とマネー番組をはじめたら、株で300万円儲かった』浅野真澄共著 扶桑社 2016

### 監修
- 『社長のための世界の朝礼ネタ集』ジャイルズ・ルーリー著、峯村利哉翻訳 ヒカルランド 2014
- 『マンガ日本と世界の経済入門』石森プロ・シュガー佐藤著、KADOKAWA L-エンタメ小説 2018

## メディア出演

### テレビ
- 世界一受けたい授業 （2005年5月14日･2006年6月10日、日本テレビ系） - 講師、生徒役ゲスト
- ビジネス新伝説 ルソンの壺 （2007年4月-、NHK大阪放送局） - レギュラーコメンテーター
- 女子大生会計士の事件簿 第7話「Kの悲劇!角川をかける少女」（2008年11月19日、BS-i） - 本人 役
- GENEON&キャララジオ Presents のら犬兄弟のギョーカイ時事放談！ - ゲスト、スポンサー
- 情報プレゼンターとくダネ!（2005年6月16日・7月5日・12月28日・29日、2008年9月1日、フジテレビ系） - ゲスト、ゲストコメンテーター
- ゆうどきネットワーク（2009年4月24日・6月5日・8月7日・9月11日・10月14日・29日・12月3日・2010年1月7日・2月10日・3月4日・4月1日・6月24日・10月8日・11月11日・2011年1月6日・5月23日、NHK総合） - ゲスト
- ベストセラーBOOK TV （2009年5月-、BS11デジタル） - レギュラーコメンテーター
- がっちりアカデミー!!（2010年4月23日・4月30日・5月7日、2011年8月12日、TBS系） - ソントク先生（コメンテーター）
- 井上喜久子 魅惑のおしゃべりメロン（2012年1月27日・2月3日配信、HiBiKi Radio Station） - ゲスト
- BS歴史館（2012年4月5日、NHK BSプレミアム） - ゲスト
- ヒットの泉〜ニッポンの夢ヂカラ!〜（2012年4月8日・5月20日・7月8日・9月2日・9月23日・11月18日・12月16日・2013年2月3日・3月3日・3月24日、ABCテレビ系） - コメンテーター
- 宮崎美子のすずらん本屋堂 （2012年4月-、BS11デジタル） - レギュラーコメンテーター
- スピード査定バラエティ カラクリマネー（2012年7月8日・9月18日、日本テレビ系） - ゲスト
- クイズプレゼンバラエティー Qさま!!（2012年11月5日、テレビ朝日系列） - ゲスト
- スッキリ!!（2014年9月4日、日本テレビ系） - ゲストコメンテーター
- 坂上&指原のつぶれない店（2018年4月20日-、TBS系） - 専門家
- アウト×デラックス（2018年10月18日・2019年7月25日、フジテレビ系） - ゲスト
- おカネの切れ目が恋のはじまり（2020年10月6日・TBS系） - 公認会計士の山田（本人役） 役

### インターネットテレビ
- 「スズキ presents ニコニコ生活講座」（2015年4月16日 - 2018年3月19日、ニコニコ生放送） - レギュラー
- ニコニコワークショップ「ご注文は税理士ですか? 確定申告ワークショップ」（2018年2月8日、ニコニコ生放送） - 講師

### ラジオ
- 浅野真澄×山田真哉の週刊マネーランド（2015年3月30日 - 2020年3月23日、文化放送） - レギュラーパーソナリティ
- 渋谷アニメランド（2011年12月30日、NHKラジオ第1放送） - ゲスト
- ラジオ確定申告 from オタク会計士チャンネル（2023年1月29日 - 2023年3月26日、ラジオ関西） - メインパーソナリティ